# (4438) Sykes
Pour les articles homonymes, voir Sykes.
(4438) Sykes est un astéroïde de la ceinture principale.

## Description
(4438) Sykes est un astéroïde de la ceinture principale. Il fut découvert le 29 novembre 1983 à la station Anderson Mesa par Edward L. G. Bowell. Il présente une orbite caractérisée par un demi-grand axe de 3,16 UA, une excentricité de 0,25 et une inclinaison de 13,3° par rapport à l'écliptique.

## Compléments